# Rede (Wicca)
A Rede (pronuncia-se /ˈriːd/) é um princípio moral da Wicca e outras religiões neopagãs que afirma o seguinte:

Faz o que tu queres desde que aos outros não prejudiques.

O termo rede vem do inglês médio e significa "conselho", tendo relação próxima à palavra alemã Rat e à palavra nórdica råd. A frase original compõe-se de oito palavras num inglês arcaico: An’ ye harm none, do what ye will; num inglês moderno ficaria do what you will, so long as it harms none. Outras variações também são usadas.
A Rede é uma versão da ética da reciprocidade.

## História
A Rede, na sua forma atual, foi registrada pela primeira vez em 1964 num discurso de Doreen Valiente.
Uma frase parecida, faz o que tu queres será toda a Lei, aparece em trabalhos de Aleister Crowley de 1904 (como o Liber AL vel Legis). Acredita-se que Crowley tenha adotado esse princípio de François Rabelais, que em 1534 escreveu: "Faz o que tu queres pois homens que são livres, de nascimento gentil, bem crescidos e em casa em companhia civilizada possuem um instinto natural que os leva à virtude e os salva do vício. A esse instinto eles dão o nome da sua honra".
O Rei Pausole, um personagem em As Aventuras do Rei Pausole (1901), de Pierre Louÿs, decreta algo parecido: "Não prejudiques teu próximo. Entendendo bem isso, faz o que te agradas". Apesar de Gardner ter reconhecido a similaridade da Rede com as palavras do Rei Pausole, SilverRavenWolf acredita que ele tenha feito referência direta a Crowley.
Outro antecedente à Rede é o princípio do prejuízo de John Stuart Mill. Mill argumenta que o único propósito da lei deve ser prevenir indivíduos de prejudicarem outros indivíduos e que, pessoas que queiram participar de crimes sem vítima como jogos de azar, uso recreativo de drogas, prostituição etc., não deveriam ser impedidas. Além disso, a primeira parte da frase é bem similar à máxima latina primun non nocere. Outro princípio parecido é o princípio da não agressão (PNA) libertário.